# Resolutie 1511 Veiligheidsraad Verenigde Naties
Resolutie 1511 van de Veiligheidsraad van de Verenigde Naties werd op 16 oktober 2003 aangenomen door de VN-Veiligheidsraad met unanimiteit van stemmen. De resolutie veroordeelde verschillende terreuraanslagen die in de voorgaande maanden waren gepleegd in het bezette Irak.

## Achtergrond
Op 2 augustus 1990 viel Irak zijn zuiderbuur Koeweit binnen en bezette dat land. De Veiligheidsraad veroordeelde de inval nog diezelfde dag middels middels resolutie 660 en later kregen de lidstaten carte blanche om Koeweit te bevrijden. Eind februari 1991 was die strijd beslecht en legde Irak zich neer bij alle aangenomen VN-resoluties. Het land werd vervolgens verplicht om zich te ontwapenen door onder meer al zijn massavernietigingswapens te vernietigen. Daaraan werkte Irak echter met grote tegenzin mee, tot grote woede van de Verenigde Staten, die het land daarom in 2003 opnieuw binnenvielen.

## Inhoud

### Waarnemingen
Het Iraakse volk moest zelf over zijn politieke toekomst kunnen beslissen en het moest snel weer over zichzelf kunnen regeren. Internationale steun aan het herstel van de stabiliteit en veiligheid was essentieel voor het welzijn van de bevolking. De regerende raad van Irak had beslist een grondwettelijk comité te vormen om een grondwetgevende vergadering voor te bereiden.
De Veiligheidsraad bevestigde dat de volgende terreuraanslagen aanvallen op het Iraakse volk waren:
- de bomaanslag op de Jordaanse ambassade op 7 augustus,
- de bomaanslag op het VN-hoofdkwartier in Bagdad op 19 augustus,
- de bomaanslag op de Imam Alimoskee op 29 augustus,
- de moord op de Iraakse dokter en diplomaat Akila al-Hashimi op 25 september,
- de moord op een Spaanse diplomaat op 9 oktober,
- de bomaanslag op de Turkse ambassade op 14 oktober.

### Handelingen
De Voorlopige Autoriteit onder de Coalitie mocht slechts tijdelijk van aard zijn en specifieke bevoegdheden vervullen tot het Iraakse volk een representatieve regering had aangeduid. De regerende raad met ministers waren tot die tijd de belangrijkste bestuurslichamen van Irak. De voorlopige autoriteit moest dan ook zodra dat mogelijk is bevoegdheden overdragen op het Iraakse volk. De regerende raad werd gevraagd om een tijdsschema en programma op te stellen voor het ontwerp van een nieuwe grondwet en het uitschrijven van verkiezingen onder die grondwet.
Het was van belang dat een effectieve politiemacht en veiligheidsdiensten werden opgericht om de orde te handhaven en terrorisme te bestrijden. De Veiligheidsraad condoleerde ook het Iraakse volk, de VN en de families van in de terreuraanvallen omgekomen personen. Die terreuraanvallen werden ook sterk veroordeeld. De lidstaten werden ook opgeroepen te voorkomen dat terroristen in Irak aan wapens konden komen. Hiervoor moest ook beter worden samengewerkt met Iraks buurlanden.

## Verwante resoluties
- Resolutie 1490 Veiligheidsraad Verenigde Naties
- Resolutie 1500 Veiligheidsraad Verenigde Naties
- Resolutie 1518 Veiligheidsraad Verenigde Naties
- Resolutie 1538 Veiligheidsraad Verenigde Naties (2004)

Lijst ·  1455 ·  1456 ·  1457 ·  1458 ·  1459 ·  1460 ·  1461 ·  1462 ·  1463 ·  1464 ·  1465 ·  1466 ·  1467 ·  1468 ·  1469 ·  1470 ·  1471 ·  1472 ·  1473 ·  1474 ·  1475 ·  1476 ·  1477 ·  1478 ·  1479 ·  1480 ·  1481 ·  1482 ·  1483 ·  1484 ·  1485 ·  1486 ·  1487 ·  1488 ·  1489 ·  1490 ·  1491 ·  1492 ·  1493 ·  1494 ·  1495 ·  1496 ·  1497 ·  1498 ·  1499 ·  1500 ·  1501 ·  1502 ·  1503 ·  1504 ·  1505 ·  1506 ·  1507 ·  1508 ·  1509 ·  1510 ·  1511 ·  1512 ·  1513 ·  1514 ·  1515 ·  1516 ·  1517 ·  1518 ·  1519 ·  1520 ·  1521